# 馮氏 (陸讓母)
陆让母冯氏（?—?），隋朝人物，出自上党冯氏。
冯氏性情仁爱，有母亲的风范，陆让是她的庶子。仁寿年间，陆让为番州刺史，对此有贪污行为，大肆收受贿赂，被司马上奏。隋文帝遣使调查属实，于是押来长安，亲自审问。陆让称冤，文帝再令治书侍御史调查，罪状和以前一样。于是命公卿百僚讨论，都说“陆让之罪当死”。皇帝下诏准奏。陆让将要受刑，冯氏蓬头垢面到朝堂数落陆让：“你没有汗马功劳，官位刺史，不能尽诚报国，来答谢皇恩，反而违犯法律，贪赃狼籍。如果说司马诬告你，百姓百官不应也都诬告你。如果说至尊不怜悯你，何故让治书复查你的案子？你算忠臣？算孝子？不忠不孝，何以为人！”于是流泪呜咽，亲自拿着一碗粥劝陆让吃下去。既而上表请求，情词哀切，文帝哀悯改变了脸色。独孤皇后也很感动，为她向皇帝求情。治书侍御史柳彧进言：“冯氏母德可以为天下楷模。如果杀了，怎么勉励天下的母亲？”皇帝于是召集京城官民在朱雀门，派舍人宣诏：“冯氏以嫡母之德，足为当世典范，慈爱之道，感动人神，是因为应该可怜她，奖励风俗。陆让可减死，除名为民。”再下诏：“冯氏体现了仁慈，一向遵守礼度。庶子陆让不是她所生，原来犯法，应该处死。她亲自到皇宫，为儿子请命，跪地求情。朕同情她，特地免死。使天下妇人都像冯氏，岂不闺门和睦，风俗和平！朕每每赞叹不已。应该表扬优赏，用来表彰美德。可赐织物五百段。”召集命妇们，与冯氏相识，显示皇帝的嘉赏。

## 延伸阅读
[在维基数据编辑]
 《北史·卷091》，出自李延壽《北史》
 《隋書·卷80》，出自魏徵《隋书》